# گیتا لیکو
گیتا لیکو (انگلیسی: Ghiță Licu؛ ۱ دسامبر ۱۹۴۵ – 8 april 2014) ورزشکار هندبال اهل رومانی بود.
وی در مسابقات کشوری و بین‌المللی در مجموع برندهٔ ۱ مدال طلا، ۱ مدال نقره، ۲ مدال برنز شده‌است.